# Bergen auf Rügen
Bergen, Rügennek a legnagyobb városa és a sziget közepén fekszik. 2011. szeptember 4-ig a rügen járási székhelye volt.

## Politika
A városi tanácsnak 25 tagja van:
- CDU/FDP 12
- Die Linke 5
- SPD 4
- Bündnis für Rügen 2
- Fraktion für Bergen 2

## Fordítás
- Ez a szócikk részben vagy egészben a Bergen auf Rügen című német Wikipédia-szócikk fordításán alapul.  Az eredeti cikk szerkesztőit annak laptörténete sorolja fel. Ez a jelzés csupán a megfogalmazás eredetét és a szerzői jogokat jelzi, nem szolgál a cikkben szereplő információk forrásmegjelöléseként.